# Gran Premio d'Italia 2008
Il Gran Premio d'Italia 2008 si è svolto il 14 settembre sul Circuito di Monza a Monza. È stato vinto dal pilota tedesco Sebastian Vettel su Toro-Rosso Ferrari, al suo primo successo nel mondiale. Vettel ha preceduto sul traguardo il finlandese Heikki Kovalainen su McLaren- Mercedes e il polacco Robert Kubica su BMW-Sauber.
Vettel diventa, a 21 anni e 74 giorni, il più giovane pilota di sempre a vincere un Gran Premio di Formula 1. Questo record sarà battuto, nel Gran Premio di Spagna 2016, da Max Verstappen.

## Vigilia
La vigilia del Gran Premio è caratterizzata dal proseguire delle polemiche riguardanti la penalità inflitta a Lewis Hamilton. Un comunicato ufficiale fissa la discussione dell'appello presentato dal team McLaren per il 22 settembre 2008.

## Prove

### P1
Nella prima sessione del venerdì, si è avuta questa situazione:
| Pos | N  | Nome                 | Squadra/Motore      | Tempo    | Gap     | Giri |
| --- | -- | -------------------- | ------------------- | -------- | ------- | ---- |
| 1   | 20 | Adrian Sutil         | Force India-Ferrari | 1:32.842 |         | 18   |
| 2   | 17 | Rubens Barrichello   | Honda               | 1:33.428 | +0.586s | 14   |
| 3   | 21 | Giancarlo Fisichella | Force India-Ferrari | 1:33.695 | +0.853s | 19   |

### P2
Nella seconda sessione del venerdì, si è avuta questa situazione:
| Pos | Nome           | Squadra/Motore | Tempo    |
| --- | -------------- | -------------- | -------- |
| 1   | Kimi Räikkönen | Ferrari        | 1:23.861 |
| 2   | Robert Kubica  | BMW            | 1:23.931 |
| 3   | Nick Heidfeld  | BMW            | 1:23.947 |

### P3
Nella sessione del sabato mattina, si è avuta questa situazione:
| Pos | Nome             | Squadra/Motore     | Tempo    |
| --- | ---------------- | ------------------ | -------- |
| 1   | Timo Glock       | Toyota             | 1:35.464 |
| 2   | Sebastian Vettel | Toro Rosso-Ferrari | 1:36.129 |
| 3   | Nico Rosberg     | Williams-Toyota    | 1:36.347 |

## Qualifiche
Le qualifiche sono state caratterizzate dalla pioggia che, condizionando le strategie e gli assetti in vista della domenica, ha consentito a Sebastian Vettel di conquistare la sua prima pole position in carriera nonché la prima (ed unica) nella storia della scuderia faentina.
Nella sessione di qualificazione, si è avuta questa situazione:
| Pos | N  | Nome                 | Costruttore/Motore  | Q1       | Q2       | Q3       | Griglia |
| --- | -- | -------------------- | ------------------- | -------- | -------- | -------- | ------- |
| 1   | 15 | Sebastian Vettel     | Toro Rosso-Ferrari  | 1:35.464 | 1:35.837 | 1:37.555 | 1       |
| 2   | 23 | Heikki Kovalainen    | McLaren-Mercedes    | 1:35.214 | 1:35.843 | 1:37.631 | 2       |
| 3   | 10 | Mark Webber          | Red Bull-Renault    | 1:36.001 | 1:36.306 | 1:38.117 | 3       |
| 4   | 14 | Sébastien Bourdais   | Toro Rosso-Ferrari  | 1:35.543 | 1:36.175 | 1:38.445 | 4       |
| 5   | 7  | Nico Rosberg         | Williams-Toyota     | 1:35.485 | 1:35.898 | 1:38.767 | 5       |
| 6   | 2  | Felipe Massa         | Ferrari             | 1:35.536 | 1:36.676 | 1:38.894 | 6       |
| 7   | 11 | Jarno Trulli         | Toyota              | 1:35.906 | 1:36.008 | 1:39.152 | 7       |
| 8   | 5  | Fernando Alonso      | Renault             | 1:36.297 | 1:36.518 | 1:39.751 | 8       |
| 9   | 12 | Timo Glock           | Toyota              | 1:35.737 | 1:36.525 | 1:39.787 | 9       |
| 10  | 3  | Nick Heidfeld        | BMW Sauber          | 1:35.709 | 1:36.626 | 1:39.906 | 10      |
| 11  | 4  | Robert Kubica        | BMW Sauber          | 1:35.553 | 1:36.697 |          | 11      |
| 12  | 21 | Giancarlo Fisichella | Force India-Ferrari | 1:36.280 | 1:36.698 |          | 12      |
| 13  | 9  | David Coulthard      | Red Bull-Renault    | 1:36.485 | 1:37.284 |          | 13      |
| 14  | 1  | Kimi Räikkönen       | Ferrari             | 1:35.965 | 1:37.522 |          | 14      |
| 15  | 22 | Lewis Hamilton       | McLaren-Mercedes    | 1:35.394 | 1:39.265 |          | 15      |
| 16  | 17 | Rubens Barrichello   | Honda               | 1:36.510 |          |          | 16      |
| 17  | 6  | Nelson Piquet Jr.    | Renault             | 1:36.630 |          |          | 17      |
| 18  | 8  | Kazuki Nakajima      | Williams-Toyota     | 1:36.653 |          |          | 18      |
| 19  | 16 | Jenson Button        | Honda               | 1:37.006 |          |          | 19      |
| 20  | 20 | Adrian Sutil         | Force India-Ferrari | 1:37.417 |          |          | 20      |

## Gara
Partite dietro la safety car, le vetture, che montano gomme full wet, sfilano sollevando grandi nuvoloni d'acqua: la pioggia bagna il circuito dalla mattinata. Vettel, riesce a resistere alla minaccia di Kovalainen, alle cui spalle sono Webber, Rosberg e Massa. È sfortunato Sébastien Bourdais, con l’altra Toro Rosso, che non riesce ad avviare la vettura dalla sua postazione in seconda fila, e deve essere spinto ai box, accodandosi poi al gruppo con un giro di ritardo. Vettel allunga senza problemi accumulando in breve una decina di secondi su Kovalainen.
Nelle retrovie, Hamilton, dopo qualche giro cauto, inizia ad attaccare e si trova nella scia di Räikkönen dopo che entrambi hanno passato Fisichella. Hamilton tenta il sorpasso una prima volta ma, proprio come in Belgio, è costretto a tagliare la curva e a restituire la posizione; passerà poi alla prima di Lesmo.

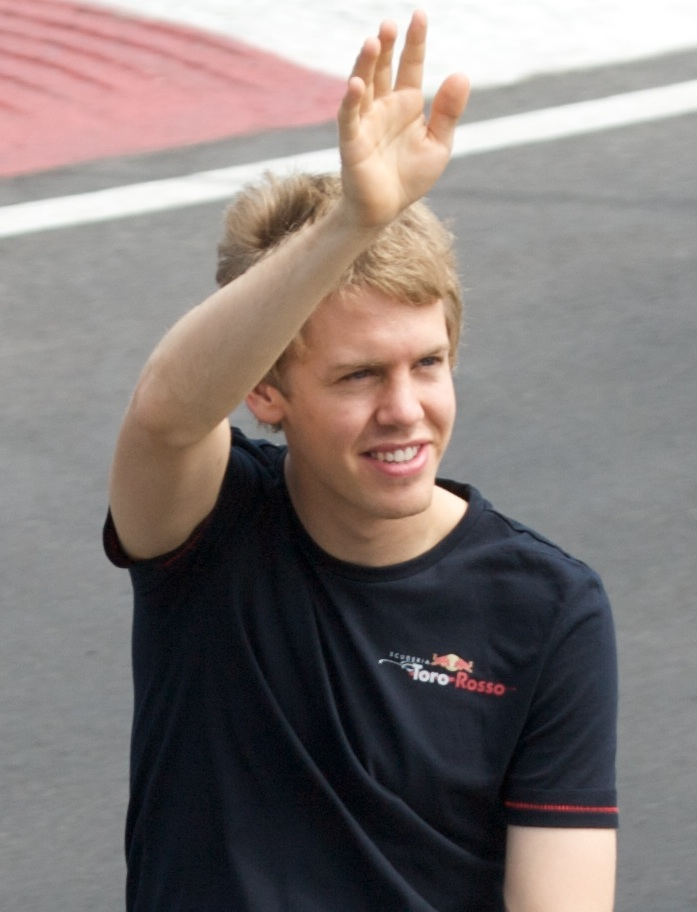
Il ventunenne Sebastian Vettel vince il suo primo Gran Premio in F1, dando al contempo alla Toro Rosso la sua prima vittoria nella storia.

Inizia così lo show di Hamilton che anima la gara, con la sua rimonta a suon di sorpassi; dopo aver spinto Glock sull’erba senza troppi complimenti, l’inglese infila anche Kubica alla Roggia e sale all’ottavo posto nel corso del diciassettesimo giro. Massa è nel frattempo quarto, avendo passato Rosberg nel corso del quindicesimo passaggio. Fisichella finisce la sua gara nella via di fuga della Parabolica per la rottura dell’ala anteriore in un precedente contatto con Coulthard.
Vettel si ferma al diciottesimo per il primo rifornimento, rientrando alle spalle di Massa, mentre i tre che lo seguivano, Kovalainen, Webber e appunto il brasiliano, riforniscono al giro 22. Hamilton passa nel frattempo anche Alonso, Trulli e Rosberg, portandosi nella scia del tedesco, di nuovo leader, quando, esattamente a metà gara, rientra per quello che dovrebbe essere il suo unico stop. Ora dietro a Vettel e Kovalainen, sono Alonso, Kubica e Heidfeld, che non hanno ancora effettuato stop, poi Webber, Massa e appunto Hamilton. Tutti i piloti continuano a montare full wet, ma la pioggia ha smesso da un po’ e la pista si sta asciugando. Prima Coulthard e poi Heidfeld e Alonso, si fermano attorno al trentesimo giro, montando le intermedie. La scelta si rivela corretta, e, ben presto, tutti gli altri si fermano a loro volta. Perfetto il timing di Kubica che al 33º giro, conserva la terza posizione. Al trentacinquesimo giro Massa infila Webber alla Ascari, all’uscita della quale l’australiano va in testacoda, riuscendo a proseguire. Vettel effettua la sua sosta al giro 36, in tranquillità, uscendo con 9” su Kovalainen.
La parte finale di gara non regala grandi emozioni; dalla quarta alla settima posizione, Alonso, Heidfeld, Massa e Hamilton, sono racchiusi in pochi secondi ma non riescono a portare veri attacchi. A otto giri dal termine, da attaccante contro Massa, Hamilton diviene attaccato dalla Red Bull di Webber che prova a passare sul rettifilo ma viene chiuso sull’erba dall’inglese ed è costretto a tagliare la prima chicane.
Poi non succede più nulla se non i sorpassi e i giri veloci in serie di Raikkonen, ormai una costante in questa stagione, sempre quando i giochi sono fatti.
La gara termina con la perentoria vittoria di Vettel, vero dominatore del fine settimana, seguito da un regolare Kovalainen e da un ottimo Kubica in rimonta.
Primo successo per Sebastian Vettel e per la Toro Rosso, addirittura giocando in casa, essendo la scuderia di Faenza. Vettel diventa il più giovane in assoluto a vincere un Gran Premio iridato. Questa è l'unica vittoria in cui un motore Ferrari è usato da un'altra scuderia.
I risultati del GP sono stati i seguenti:
| Pos | N  | Pilota               | Costruttore/Motore  | Giri | Tempo/Ritiro | Griglia | Punti |
| --- | -- | -------------------- | ------------------- | ---- | ------------ | ------- | ----- |
| 1   | 15 | Sebastian Vettel     | STR-Ferrari         | 53   | 1:26:47.494  | 1       | 10    |
| 2   | 23 | Heikki Kovalainen    | McLaren-Mercedes    | 53   | +12.512      | 2       | 8     |
| 3   | 4  | Robert Kubica        | BMW Sauber          | 53   | +20.471      | 11      | 6     |
| 4   | 5  | Fernando Alonso      | Renault             | 53   | +23.903      | 8       | 5     |
| 5   | 3  | Nick Heidfeld        | BMW Sauber          | 53   | +27.748      | 10      | 4     |
| 6   | 2  | Felipe Massa         | Ferrari             | 53   | +28.816      | 6       | 3     |
| 7   | 22 | Lewis Hamilton       | McLaren-Mercedes    | 53   | +30.012      | 15      | 2     |
| 8   | 10 | Mark Webber          | RBR-Renault         | 53   | +32.048      | 3       | 1     |
| 9   | 1  | Kimi Räikkönen       | Ferrari             | 53   | +39.468      | 14      |       |
| 10  | 6  | Nelson Piquet Jr.    | Renault             | 53   | +54.445      | 17      |       |
| 11  | 12 | Timo Glock           | Toyota              | 53   | +58.888      | 9       |       |
| 12  | 8  | Kazuki Nakajima      | Williams-Toyota     | 53   | +1:02.015    | PL      |       |
| 13  | 11 | Jarno Trulli         | Toyota              | 53   | +1:05.954    | 7       |       |
| 14  | 7  | Nico Rosberg         | Williams-Toyota     | 53   | +1:08.635    | 5       |       |
| 15  | 16 | Jenson Button        | Honda               | 53   | +1:13.370    | PL      |       |
| 16  | 9  | David Coulthard      | RBR-Renault         | 52   | +1 giro      | 13      |       |
| 17  | 17 | Rubens Barrichello   | Honda               | 52   | +1 giro      | 16      |       |
| 18  | 14 | Sébastien Bourdais   | STR-Ferrari         | 52   | +1 giro      | 4       |       |
| 19  | 20 | Adrian Sutil         | Force India-Ferrari | 51   | +2 giri      | 20      |       |
| Rit | 21 | Giancarlo Fisichella | Force India-Ferrari | 11   | Incidente    | 12      |       |

## Classifiche Mondiali

### Piloti
| Pos | Pilota             | Punti |
| --- | ------------------ | ----- |
| 1   | Lewis Hamilton     | 78    |
| 2   | Felipe Massa       | 77    |
| 3   | Robert Kubica      | 64    |
| 4   | Kimi Räikkönen     | 57    |
| 5   | Nick Heidfeld      | 53    |
| 6   | Heikki Kovalainen  | 51    |
| 7   | Fernando Alonso    | 28    |
| 8   | Jarno Trulli       | 26    |
| 9   | Sebastian Vettel   | 23    |
| 10  | Mark Webber        | 20    |
| 11  | Timo Glock         | 15    |
| 12  | Nelson Piquet Jr.  | 13    |
| 13  | Rubens Barrichello | 11    |
| 14  | Nico Rosberg       | 9     |
| 15  | Kazuki Nakajima    | 8     |
| 16  | David Coulthard    | 6     |
| 17  | Sébastien Bourdais | 4     |
| 18  | Jenson Button      | 3     |

### Costruttori
| Pos | Team             | Punti |
| --- | ---------------- | ----- |
| 1   | Ferrari          | 134   |
| 2   | McLaren-Mercedes | 129   |
| 3   | BMW Sauber       | 117   |
| 4   | Toyota           | 41    |
| 5   | Renault          | 41    |
| 6   | STR-Ferrari      | 27    |
| 7   | RBR-Renault      | 26    |
| 8   | Williams-Toyota  | 17    |
| 9   | Honda            | 14    |